# الصمم في تايوان
يتكوّن مجتمع الصم في تايوان من نحو 123,000 فرد أصم، يجمعهم تقارب في القيم واللغة والثقافة. وتوجد قوانين ومعايير اتحادية تضمن توفير خدمات مثل الترجمة بلغة الإشارة، إلى جانب الحماية من التمييز ضد الصم وضعاف السمع (DHH). كما تقدم الحكومة خدمات لفحص وتشخيص السمع لدى حديثي الولادة، بالإضافة إلى دعم مالي لشراء أجهزة السمع وزراعة القوقعة للأشخاص المؤهلين. وتُعد لغة الإشارة التايوانية (TSL) اللغة الأم لمجتمع الصم في تايوان، وهي لغة وطنية معترف بها، تأثرت بلغة الإشارة اليابانية وتشترك معها في القواعد والمفردات، إلى جانب تأثرها بلغة الإشارة الصينية.
قُدم التعليم النظامي للصم في تايوان لأول مرة من قبل اليابانيين ثم قامت الحكومة التايوانية بالبناء عليه. ومع ذلك، فإن غالبية الأفراد الصم يذهبون إلى المدارس العادية التي تستخدم التعليم الشفهي مع استخدام محدود للغة التواصل العام وخدمات ترجمة لغة الإشارة. حتى في المدارس الخاصة بالصم حيث تُدرس اللغة الصينية كلغة ثانية، لا يزال التركيز منصبا على اللغة الصينية المنطوقة والمكتوبة ولكن مع توفير المزيد من الموارد والأدوات لمساعدة الطلاب الصم. بسبب حواجز التواصل، يعاني الطلاب الصم وضعاف السمع من مستوى أدنى من معرفة القراءة والكتابة ويحققون أداءً ضعيفًا في الامتحانات مقارنة بنظرائهم من غير ذوي السمع، مما يصبح عائقًا أمام التعليم العالي والحصول على التراخيص المهنية.

## حقوق الإنسان والحقوق المدنية للصم في تايوان

### اتفاقية الأمم المتحدة لحقوق الأشخاص ذوي الإعاقة
اتفاقية حقوق الأشخاص ذوي الإعاقة هي مجموعة من المعايير القانونية بشأن حقوق الإعاقة التي وافقت عليها الأمم المتحدة وتعمل كمرجع لقانون وسياسة الإعاقة العالمية. اعتمدت تايوان رسميًا اتفاقية حقوق الأشخاص ذوي الإعاقة في عام 2014 كجزء من التزامها بحقوق الإنسان.
- حقوق لغة الإشارة (المواد 2، 21.ب، 21.3، 23.3، و24.3ب)
- ثقافة الصم والهوية اللغوية (المادة 30.4)
- التعليم الثنائي اللغة (المادة 24.1، 24.3ب، 24.4)
- التعلم مدى الحياة (المادة 5، 24.5، و27)
- إمكانية الوصول (المادة 9 والمادة 21)
- تكافؤ فرص العمل (المادة 27)
- المشاركة المتساوية (المواد 5، 12، 20، 23، 24، 29)

### تقارير حزب الدولة في تايوان
لقد أُرشف التقرير الأولي لتايوان ولم يعد متاحًا للعامة. وقد نُشر تقريرها الوطني الثاني بشأن اتفاقية حقوق الأشخاص ذوي الإعاقة في عام 2020. نُشر هذا التقرير باللغتين الصينية التقليدية المكتوبة ولغة الإشارة التايوانية.

#### حقوق لغة الإشارة
المادة 21: في عام 2019، أعلن قانون تطوير اللغة الوطنية رسميًا لغة الإشارة التايوانية (TSL) كلغة وطنية. يُطلب من المدارس تقديم دورة لغة الإشارة كدورة متاحة للطلاب الصم والسامعين بالإضافة إلى توفير خدمات ترجمة لغة الإشارة. كما قامت المدارس الثانوية والجامعات بتأسيس نوادي لغة الإشارة للطلاب. وتقوم الحكومة بتجنيد الأفراد لتعلم لغة الإشارة، وتستضيف ورش عمل تعليمية مفتوحة، ووقعت عقودًا لتوفير ترجمة لغة الإشارة للأحداث العامة لتشجيع مشاركة أكبر من مجتمع الصم وضعاف السمع. وتعقد المنظمات المدعومة من وزارة الصحة والرعاية الاجتماعية أيضًا ورش عمل لتعزيز البيئات المتنوعة الصديقة للغات. أصبح مترجمو الإشارات أكثر انتشارًا في المتاحف والبث التلفزيوني حيث يظهرون دون عوائق وبصورة مكبرة على الشاشة.

#### ثقافة الصم والهوية اللغوية
المادة 30: من أجل تحسين فرص الوصول إلى الثقافة، يُوفر مترجمين للغة الإنجليزية في المؤسسات العامة والخدمات العامة. كما تدعم وزارة الصحة والرعاية الاجتماعية ترجمة الإشارات والأوصاف الصوتية للأفلام والبرامج التلفزيونية. ولم يرد ذكر أي معلومات عن الهوية اللغوية في تقرير الدولة الطرف.
يرجى الرجوع إلى المادة 21، كما نُقشت أعلاه، للحصول على معلومات حول التعليم الثنائي اللغة للطلاب الصم وضعاف السمع.

#### التعلم مدى الحياة
المادة 5: لضمان تكافؤ الفرص في التعليم، تضمن اللوائح المنظمة لحقوق الامتحانات الوطنية للأشخاص توفير أماكن مناسبة للأشخاص ذوي الإعاقة.

#### إمكانية الوصول
المادة 9: صدر عام 1997 قانون حماية المواطنين ذوي الإعاقة الجسدية والعقلية، ويضمن البيئات التي يمكن الوصول إليها: البناء، والرعاية الاجتماعية، والتعليم، والرعاية الصحية، والنقل. علاوة على ذلك، تشمل معايير تخطيط الفعاليات المنصوص عليها في دليل الاجتماعات والفعاليات التي يمكن الوصول إليها ترجمة لغة الإشارة. يوفر الخدمات المصرفية عبر الإنترنت خدمات تنشيط البطاقات والإبلاغ عن الخسائر للأشخاص الذين يعانون من ضعف السمع.
يرجى الرجوع إلى المادة 21 المذكورة أعلاه للحصول على معلومات إضافية.

#### فرص العمل المتساوية
المادة 5: تمنع قوانين وأنظمة مكافحة التمييز، مثل قانون خدمة التوظيف، أصحاب العمل من التمييز ضد الأشخاص ذوي الإعاقة بما في ذلك الصمم.
المادة 27: يجب على أصحاب العمل توفير ترجمة لغة الإشارة لموظفيهم الصم وضعاف السمع لضمان إمكانية الوصول إلى التدريب في العمل.

#### المشاركة المتساوية
المادة 12: تنص اتفاقية حقوق الأشخاص ذوي الإعاقة على أن مساعدة لغة الإشارة مدمجة في برنامج تطبيق 4G بما في ذلك إدخال لغة الإشارة للتبديل الثنائي بين النص وأيقونات لغة الإشارة. ومع ذلك، لا يوجد أي ذكر لهذا الأمر في تقرير الدولة الطرف.
المادة 29: تنص اتفاقية حقوق الأشخاص ذوي الإعاقة على أن تقوم اللجنة المركزية للانتخابات واللجان الانتخابية المحلية بترتيب خبراء لغة الإشارة لترجمة الحملات الانتخابية للمرشحين. لم يُذكر ذلك في تقرير الدولة الطرف.

## ثقافة الصم
تُشارك ثقافة الصم عادةً من خلال المدارس والمنظمات الخاصة بالصم. يوجد إجمالي 13 جمعية مجتمعية وطنية للصم و44 جمعية مجتمعية محلية للصم تستخدم لغة التواصل اللغوي. تتلقى هذه المنظمات تمويلًا حكوميًا للعاملين الاجتماعيين، وورش عمل اللغة الإنجليزية كلغة ثانية، ومترجمي اللغة الإنجليزية كلغة ثانية للمناسبات الطبية، أو العمل، أو العدالة الجنائية، أو غيرها من المناسبات الثقافية. يُدمج الأطفال الصم في ثقافة السمع من خلال العائلة والأصدقاء وزملاء الدراسة (إذا كانوا يذهبون إلى المدارس العادية).
في تايوان، يستخدم معظم الأفراد ذوي الإعاقة البصرية مزيجًا من معرفة القراءة والكتابة باللغة الصينية ولغة التواصل الصينية، على غرار الأفراد ثنائيي اللغة. ومع ذلك، لا يعترف الشعب التايواني بوجود ثقافة فريدة داخل مجتمع الصم. يُعامل مع الأشخاص الصم كمجموعة جماعية من ذوي الإعاقة الجسدية ويُزودون بخدمات الرعاية الاجتماعية المستهدفة والوصول إلى التعليم. في مجتمع الصم، يربط الأفراد الصم أنفسهم بهويتهم بالعائلة والأصدقاء والمعلمين وأعضاء آخرين في مجتمع الصم على قدم المساواة.

## لغة الإشارة التايوانية
لغة الإشارة التايوانية (TSL) هي اللغة الأم لمجتمع الصم مع تقدير عدد مستخدمي لغة الإشارة الصم بنحو 24000 اعتبارًا من عام 2021. على مقياس EGIDS، يُصنف TSL على أنه 6b (مهدد) حيث يتناقص استخدام اللغة على الرغم من أنه من غير المرجح أن ينقرض بعد.
في حين أن أصولها الدقيقة غير معروفة، فمن المفترض أنه قبل إنشاء TSL رسميًا، كانت العائلات التي لديها أفراد من الصم تستخدم الإشارات في المنزل للتواصل. تأسست المدارس الأولى للصم خلال سنوات الاحتلال الياباني لتايوان (1895-1945) والتي قُدمت خلالها لغة الإشارة اليابانية (JSL). حتى يومنا هذا، تشترك لغة TSL في أكثر من 60% من معجمها مع لغة JSL وتتمتع ببنية مشابهة لها. في الماضي، كان استخدام اللغة الإنجليزية كلغة ثانية غير مستحب حتى في المدارس الميتة أو التي بها طلاب يعانون من ضعف السمع، على الرغم من الجهود التي بذلت في السنوات الأخيرة للاعتراف باللغة الإنجليزية كلغة ثانية وتعزيزها.

### الوضع القانوني
أعلن قانون تطوير اللغات الوطنية الصادر في عام 2019 رسميًا لغة الإشارة التايوانية كلغة وطنية، ومنحها الاعتراف القانوني والحماية.

## فحص السمع لحديثي الولادة
منذ عام 2012، دعمت إدارة تعزيز الصحة في تايوان فحص السمع لدى الأطفال حديثي الولادة في المؤسسات المعتمدة للأطفال الذين تقل أعمارهم عن 3 أشهر. تُقدم هذه الخدمات في 259 مؤسسة طبية، منها 64 مؤسسة تقدم التشخيص والعلاج الرسمي. بفضل تطبيق هذا البرنامج، حافظت تايوان على معدل فحص أعلى من 90% منذ عام 2012 وأبلغت عن معدل تغطية بلغ 98.9% في عام 2023.
متوسط العمر لتأكيد فقدان السمع هو 19.72 شهرًا. متوسط عمر التدخل في التأهيل السمعي هو 31.30 شهرًا.

## التدخل المبكر

### أجهزة السمع
يدعم التأمين الصحي الوطني أجهزة السمع للأطفال الذين يعانون من فقدان السمع الخفيف إلى المتوسط. متوسط العمر المناسب لتركيب المعينة السمعية هو 22.98 شهرًا. بالنسبة للأفراد المؤهلين (بناءً على الظروف المالية و/أو مستوى السمع)، تدفع الحكومة ثمن أجهزة السمع وتستبدلها كل 3 سنوات.

### زراعة القوقعة
تُعد زراعة القوقعة أحد الخيارات لإعادة التأهيل السمعي للصمم الشديد والعميق على الرغم من أن النتائج تختلف بين الأفراد. توصلت دراسة تايوانية إلى وجود فروق كبيرة في تطور مهارات اللغة الاستقبالية والتعبيرية بين الأطفال الذين تلقوا زراعة القوقعة قبل سن الثالثة وأولئك الذين تلقوا الزراعة بعد سن الثالثة، مما خلص إلى وجود ارتباط سلبي بين أداء إدراك الكلام وعمر الزرع. تتراوح تكلفة عملية زراعة القوقعة في تايوان من 600,000 دولار تايواني جديد إلى 1,000,000 دولار تايواني جديد (18,333 إلى 30,555 دولار أمريكي). في عام 2017، بدأت الإدارة الوطنية للتأمين الصحي (NHIA) في تقديم عملية زرع قوقعة واحدة للأطفال دون سن 18 عامًا الذين يعانون من فقدان السمع الشديد، وهو برنامج تكلف 165.4 مليون دولار تايواني جديد (حوالي 5.09 مليون دولار أمريكي) ويستفيد منه 277 مريضًا سنويًا. مع تزايد شعبية هذا البرنامج، قُدم اقتراح لإضافة قوقعة صناعية ثانية و أُقرت الموافقة عليه في عام 2023، ومن المتوقع أن يستفيد منه 840 طفلاً خلال فترة 5 سنوات. حاليًا، تقدم الهيئة الوطنية للرعاية الصحية إعانات زراعة القوقعة للأفراد الذين شُخصت إصابتهم بفقدان السمع الشديد الثنائي، ولكن ليس لأولئك الذين يعانون من فقدان السمع من جانب واحد، ولكن أولئك الذين يعانون من فقدان السمع من جانب واحد غير مؤهلين للحصول على مثل هذا التمويل.

### الوصول إلى لغة الإشارة
يمتد قانون التعليم الخاص رقم 28 (2013) ليشمل التعليم طلاب ما قبل المدرسة في سن الثالثة، ويوفر للأطفال الصم خططًا وخدمات تعليمية فردية، ويشجع مشاركة الوالدين. يوفر هذا القانون أيضًا الدعم المالي بناءً على دخل الأسرة ومستوى الصمم: تُخفض تكاليف المدارس إذا كان دخل الأسرة أقل من 2،200،000 دولار تايواني (~ 67،665 دولارًا أمريكيًا)، توفير التعليم المجاني للأطفال الذين يعانون من الصمم الشديد أو العميق، مع منح تخفيض بنسبة 70٪ على الرسوم الدراسية للحالات المتوسطة، و40٪ للحالات الخفيفة.

## تعليم
هناك عدد من خيارات التعليم للصم المتاحة لأطفال ذوي الاحتياجات الخاصة: المدارس العامة، ومدرسة للصم، والمدارس الخاصة، والعيادات من 0 إلى 3 سنوات، والوصول إلى خدمات الاستشارة، وبرامج الموارد المتنقلة، وغرف الموارد اللامركزية، وفصول التعليم الخاص المركزية. من بين مجتمع الطلاب الصم وضعاف السمع، يذهب حوالي 92% (3956 طالبًا) من طلاب DHH إلى المدارس العادية التي تستخدم اللغة المنطوقة أثناء التدريس بينما 8% (269 طالبًا) مسجلون في مدارس للصم حيث يُمنحوا الفرصة لتعلم لغة الإشارة. علاوة على ذلك، يعاني 19% من الطلاب المسجلين في مدارس الصم من إعاقات إضافية.
في السنوات الأخيرة، كان هناك اتجاه متزايد نحو التعليم الشامل الذي يركز على المناهج الدراسية الكاملة، وتطوير اللغة الشفوية باستخدام أجهزة السمع المساعدة، والتفاعلات الاجتماعية مع الأقران الذين يستطيعون السمع. ومع ذلك، أدت هذه الجهود الرامية إلى تعزيز التعليم الشامل للأطفال ذوي الإعاقة السمعية إلى انخفاض في عدد المدارس للصم حيث يُشجع أطفال ذوي الإعاقة السمعية على الالتحاق بالمدارس العادية. علاوة على ذلك، فإن وصمة العار المرتبطة بلغة الإشارة في المجتمع الآسيوي تشكل عقبة أمام دمج لغة الإشارة بشكل كامل في الفصول الدراسية السائدة وهي سبب محتمل لانخفاض استخدام خدمات الترجمة في المؤسسات التعليمية في تايوان. غالبًا ما يواجه الطلاب في الفصول الدراسية العادية تحديات في تطوير اللغة المنطوقة وفهم القراءة والتفاعل الاجتماعي مما يعوق مفهومهم الذاتي والتواصل بين الأشخاص.

### ارتفاع تعليم الصم
أُنشئت أول مدرسة خاصة بالأفراد ذوي الإعاقة من قبل اليابانيين عندما احتلوا تايوان خلال الحرب العالمية الثانية. قامت المدرستان بتدريس اللغة اليابانية الموقعة (الشكل الموقع للغة اليابانية المنطوقة والذي يختلف عن اللغة اليابانية الرسمية)، والكانجي الياباني (القراءة والكتابة)، بالإضافة إلى مهارات التجارة. بعد الحرب العالمية الثانية، جلبت حكومة تايوان مدرسين مدربين، من الصم والبكم، من الصين وأنشأت مدارس للصم في أربع مدن: تاينان وتايتشونغ وهسينشو وكاوهسيونغ. على الرغم من أن العديد من المدارس في تايوان بدأت في اعتماد لغة الإشارة الصينية، إلا أن مدرسة تشيينغ في كاوهسيونج استمرت في التدريس بلغة الإشارة الصينية. في كثير من الأحيان، يحضر الطلاب هذه المدرسة لتعلم لغة الإشارة الصينية أولاً قبل الانتقال إلى مدرسة مختلفة لتعلم لغة الإشارة الصينية.
حتى الآن، لا توجد لدى تايوان سياسة اتصال رسمية للطلاب الصم في المدارس العامة، مما يترك الاختيار للمدارس الفردية. يعتقد العديد من المعلمين أنه يجب منح الأطفال الصم فرصة كافية لتطوير اللغة الصينية المنطوقة أولاً مع تقديم اللغة الصينية الموقّعة إذا فشلت هذه الطريقة. لذلك، تتبع أغلب المدارس نهجًا شفهيًا/سمعيًا في التعليم مع استخدام اللغة الصينية الموقّعة كأداة للطلاب الذين يعانون من النهج الشفهي. في مدارس الصم، تُستخدم الطريقة الشفهية في مرحلة ما قبل الروضة ورياض الأطفال بينما يُستخدم التواصل الكامل في المدارس الابتدائية وحتى الثانوية؛ في المدارس التي بها مدرسون للصم، من المرجح استخدام التواصل الكامل على الرغم من أن عدد مدرسي الصم ومساعدي مدرسي الصم في تايوان منخفض.

### منهج تعليم الصم
يتعلم الطلاب الصم عادة ثلاث لغات: اللغة الصينية المنطوقة والمكتوبة من العائلات وفي المدرسة، واللغة الإنجليزية التي تُقدم في المدارس الابتدائية العادية والمدارس المخصصة للصم، واللغة الصينية العامية على الرغم من أن وقت التعرض لهذه اللغة يختلف. يؤدي العدد القليل من المقاطع في اللغة الصينية إلى ظهور العديد من الكلمات المتجانسة والتي غالبًا ما يكون من الصعب على الأفراد ذوي البشرة الداكنة التمييز بينها. قراءة الشفاه بدون إشارات بصرية تشكل أيضًا تحديًا نظرًا لحقيقة أن العديد من الكلمات التي تشترك في حرف علة أو بداية يمكن أن تشترك في نفس أشكال الفم. للمساعدة في التنقل بين الطبيعة اللونية للغة، يُعلم طلاب DHH حركات اليد كتمثيلات مرئية تتوافق مع كل نغمة. أبجدية أصابع Zhuyin هي أداة أخرى تُدرس لأفراد DHH لمساعدتهم في تعلم كيفية نطق الكلمات الصينية وقراءتها وكتابتها جنبًا إلى جنب مع الكتابة الهوائية (konghu) والكتابة باليد ( shangshu ).

#### مرحلة ما قبل المدرسة ورياض الأطفال
يجب على جميع أمهات الأطفال الصم حضور مرحلة ما قبل المدرسة وروضة الأطفال مع طفلهم الصم لمراقبة الدروس. في هذا المستوى، يبدأ محو الأمية بالكلام من خلال النطق وقراءة الشفاه وتمارين قراءة الكلام ويُ رمز Zhuyin Fuhao الصوتي جنبًا إلى جنب مع الأحرف الصينية المكتوبة. بعد أن يتقنوا مجموعة صغيرة من الكلمات البصرية، ينتقلون إلى جمل القراءة البسيطة والفقرات والقصص.

#### المرحلة الابتدائية (الصفوف من 1 إلى 6)
في مدارس الصم، يُدمج الأطفال من ذوي الاحتياجات الخاصة بمختلف أعمارهم ومستويات قدراتهم في فصل واحد، حيث يُدرسون نسخة معدّلة من المناهج التعليمية التقليدية، مصممة خصيصًا لتناسب احتياجاتهم. نظرًا لأن الطلاب الصم لديهم مستويات معرفة أقل بالقراءة والكتابة مقارنة بأقرانهم من ذوي السمع، فإن المعلمين يقضون عمدًا المزيد من الوقت في استخدام الصور والرسومات والصينية الموقّعة وZhuyin Fuhao وأبجدية أصابع Zhuyin لشرح المفاهيم. يُستخدم TSL أيضًا بشكل شائع على هذا المستوى.

#### المرحلة الإعدادية (الصفوف 7-9)
في هذا المستوى، يُركز بشكل أكبر على كتابة المقالات القصيرة باللغة الصينية وتُستخدم التقنيات ثنائية اللغة للمساعدة في تعليم الرياضيات (شرح المسائل اللفظية باستخدام اللغة الصينية الموقعة أو لغة الإشارة الصينية قبل العمليات الحسابية). بالإضافة إلى ذلك، في هذا المستوى، تحتوي معظم النصوص على القليل من المساعدات البصرية أو لا تحتوي عليها على الإطلاق، مما يشكل صعوبة لطلاب DHH الذين يميل مستوى قراءتهم إلى الانخفاض عن مستوى صفهم. كما أن مستوياتهم اللغوية المنخفضة هي السبب الرئيسي وراء فشل طلاب DHH في كثير من الأحيان في امتحان Gaokao.

#### المدرسة الثانوية (الصفوف من 10 إلى 12)
بالنسبة للأفراد ذوي الإعاقة الذين يجتازون اختبار Gaokao، فسوف يدخلون مدرسة ثانوية تقليدية حيث يختلف المنهج الدراسي واستخدام لغة الإشارة وخدمات الترجمة عبر المدارس. تُعد المدارس الثانوية للصم أكثر قابلية للمقارنة بالمدارس التجارية من التعليم التقليدي، حيث تقدم دورات في المطبخ، والخياطة، والطباعة، والفنون الرسومية. علاوة على ذلك، بعد بلوغ سن 18 عامًا، يمكن لشباب DHH الالتحاق بمدارس تعليم القيادة التي توفر مترجمين للإشارات أثناء اختبارات القيادة والحصول على رخصهم.

### التدابير القانونية
يضمن قانون التعليم في تايوان (1997) تقديم خدمات الدعم للطلاب ذوي الإعاقة في المؤسسات التعليمية. ومع ذلك، فإن وجود خدمات ترجمة لغة الإشارة (SLIS) في المؤسسات التعليمية لا يزال منخفضًا. في حين أن أنظمة التعليم SLIS موجودة في مؤسسات التعليم العالي، إلا أن هناك نقصًا في اللوائح الواضحة في المدارس الابتدائية. على وجه التحديد، في بيئات التعليم من الروضة إلى الصف الثاني عشر، يتقدم 0.2% فقط من طلاب DHH في الفصول الدراسية العادية و5% في التعليم العالي بطلبات للحصول على مثل هذه الخدمات. بالإضافة إلى ذلك، وبسبب التمويل الحكومي المحدود (عادةً ما يكون للإعانات سقف قدره 100000 دولار تايواني جديد)، لا يمكن للطلاب الحصول على SLIS في جميع المواد، لذا يُعطى الأولوية للمواد التي تتطلب امتحانات على الفنون والمقررات الاختيارية الأخرى.

### نتائج التعليم
في تايوان، يُعد الاختبار الوطني الموحد شرطًا للتسجيل في التعليم الثانوي أو العالي. المواد الأساسية التي تغطيها هذه الاختبارات هي اللغة الصينية والرياضيات والعلوم الاجتماعية والتاريخ والعلوم واللغة الإنجليزية. يُعفى الطلاب الصم من أجزاء الاستماع من امتحانات اللغة الإنجليزية ولكن يتعين عليهم اجتياز الجزء الكتابي. توصلت الدراسات إلى وجود تفاوت في الأداء الأكاديمي بين الطلاب الصم والطلاب الذين يسمعون. في القراءة والكتابة، يتأخر الطلاب الصم عن أقرانهم الذين يسمعون لمدة تتراوح بين 3 إلى 4 سنوات، ويتزايد هذا التفاوت مع تقدمهم في السن. كما تفوق الطلاب الصم في المدارس العامة على أقرانهم الصم في المدارس المخصصة للصم طوال المرحلة الابتدائية - على الرغم من أن هذا يمكن أن يعزى أيضًا إلى حقيقة أن المدارس المخصصة للصم ذات الأداء المنخفض غالبًا ما تنتقل خارج المدارس العامة. في الرياضيات، يتأخر الطلاب الصم عن أقرانهم من ذوي السمع بخمس سنوات خاصة في قدرتهم على حل المسائل اللفظية الرياضية (قد يكون ذلك بسبب مهاراتهم المنخفضة في فهم القراءة). إن هذا التفاوت في الأداء الأكاديمي يحد من الفرص التعليمية المتاحة لمجتمع ذوي الاحتياجات الخاصة، وخاصة القدرة على الوصول إلى التعليم بعد المرحلة الابتدائية والثانوية.
أشارت الأبحاث إلى أن التعرض المتأخر للغة هو سبب الحرمان اللغوي الذي يعيق تطوير اللغة والمحو الأمية والمهارات المعرفية. بالإضافة إلى ذلك، عُثر على علاقة إيجابية بين لغة الإشارة وتطور اللغة المنطوقة.